# U.S. Route 101
La U.S. Route 101, o U.S. Highway 101 (spesso abbreviata in US 101), è un'autostrada che corre da nord a sud attraverso gli Stati di Washington, Oregon e California, lungo la costa occidentale degli Stati Uniti. È conosciuta anche come El camino real (la strada reale) dove corre lungo la costa della California centrale e meridionale accostata alla vecchia ferrovia che collegava i villaggi e le missioni spagnole. In alcuni punti incorpora la strada statale 1 della California, conosciuta anche come autostrada della costa del Pacifico, che poi giunge fino al confine con il Messico.
In accordo con il piano di numerazione delle strade statunitensi dell'AASHTO le strade con numeri a tre cifre sono generalmente ausiliarie di quelle con numeri a due cifre. La Route 101 è trattata come un percorso primario con numero a due cifre con dieci come prima cifra ed uno come seconda. Perciò è la 101 e non la 99 la via nord-sud più ad ovest nel sistema stradale degli Stati Uniti.
La Route 101 era un tempo il maggior collegamento nord-sud lungo la costa pacifica. Perse importanza in favore delle autostrade del sistema autostradale interstatale, in particolare l'autostrada interstatale 5, che ha un progetto più moderno. La strada 101 viene molto usata come alternativa alla strada interstatale per gran parte della sua lunghezza. Un'eccezione rilevante è dove il percorso è diviso con quello della I-5 ed il numero 101 diventa I-5 che inizia circa un miglio (1,6 km) ad est del centro di Los Angeles e continua verso sud fino a San Diego.
Il capolinea settentrionale della strada è ad Olympia (Washington); anche se il punto più a nord è vicino a Port Angeles. Il capolinea meridionale è a Los Angeles (CA) allo svincolo di Los Angeles est, lo svincolo senza pedaggio più trafficato al mondo.

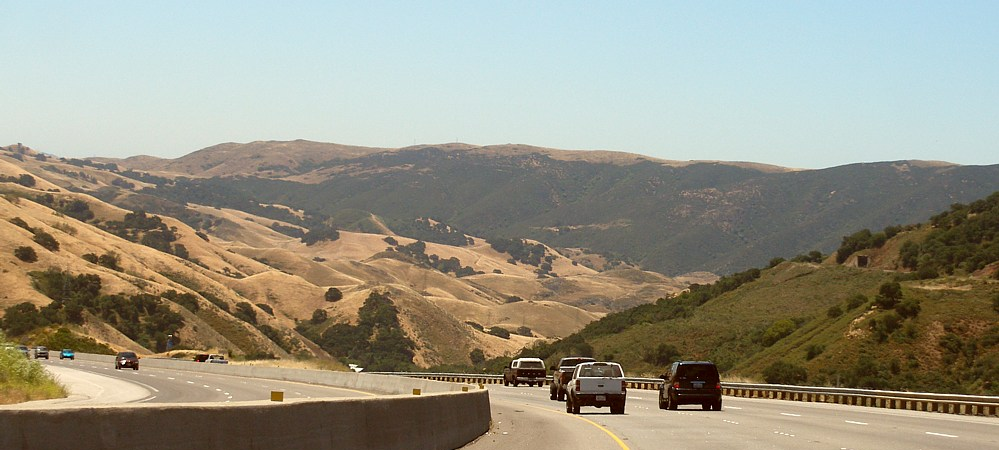
U.S. Route 101 vicino a San Luis Obispo
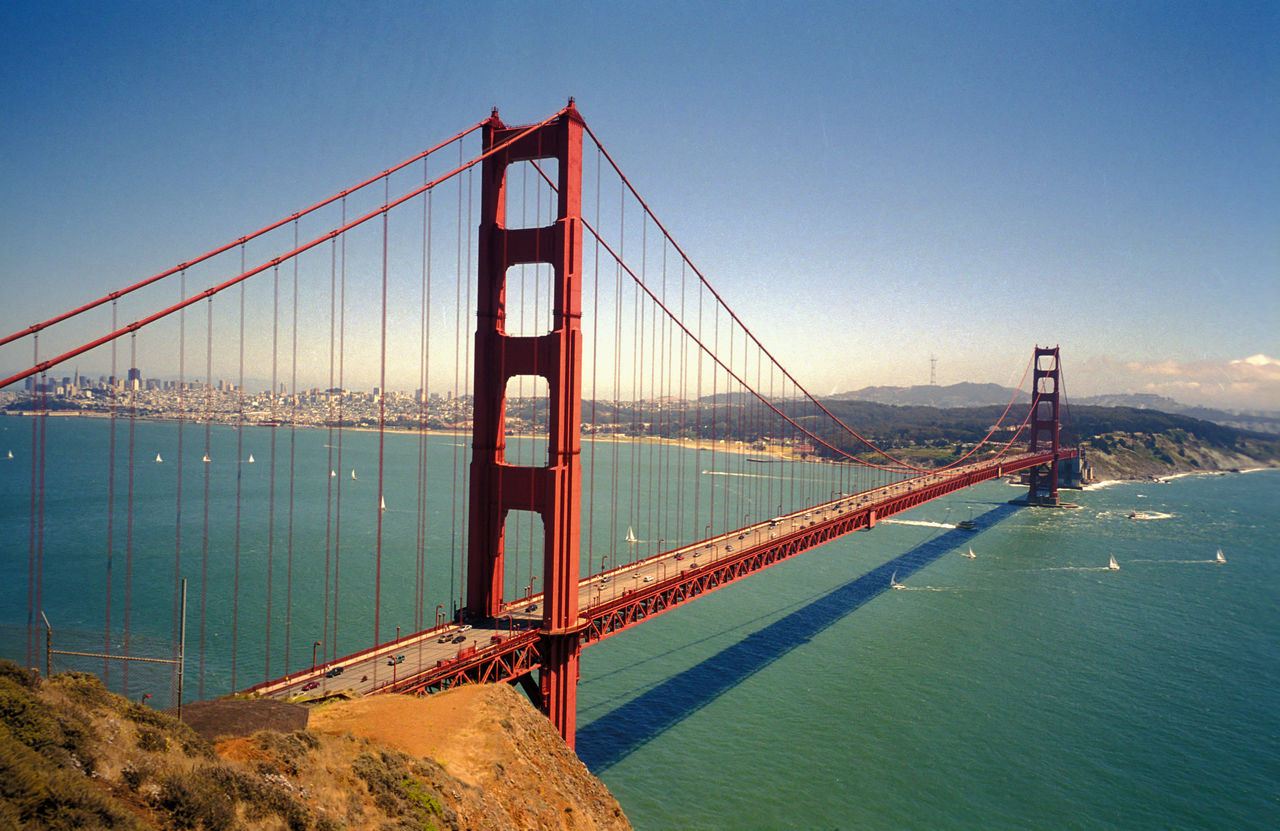
Golden Gate Bridge (U.S. Route 101)
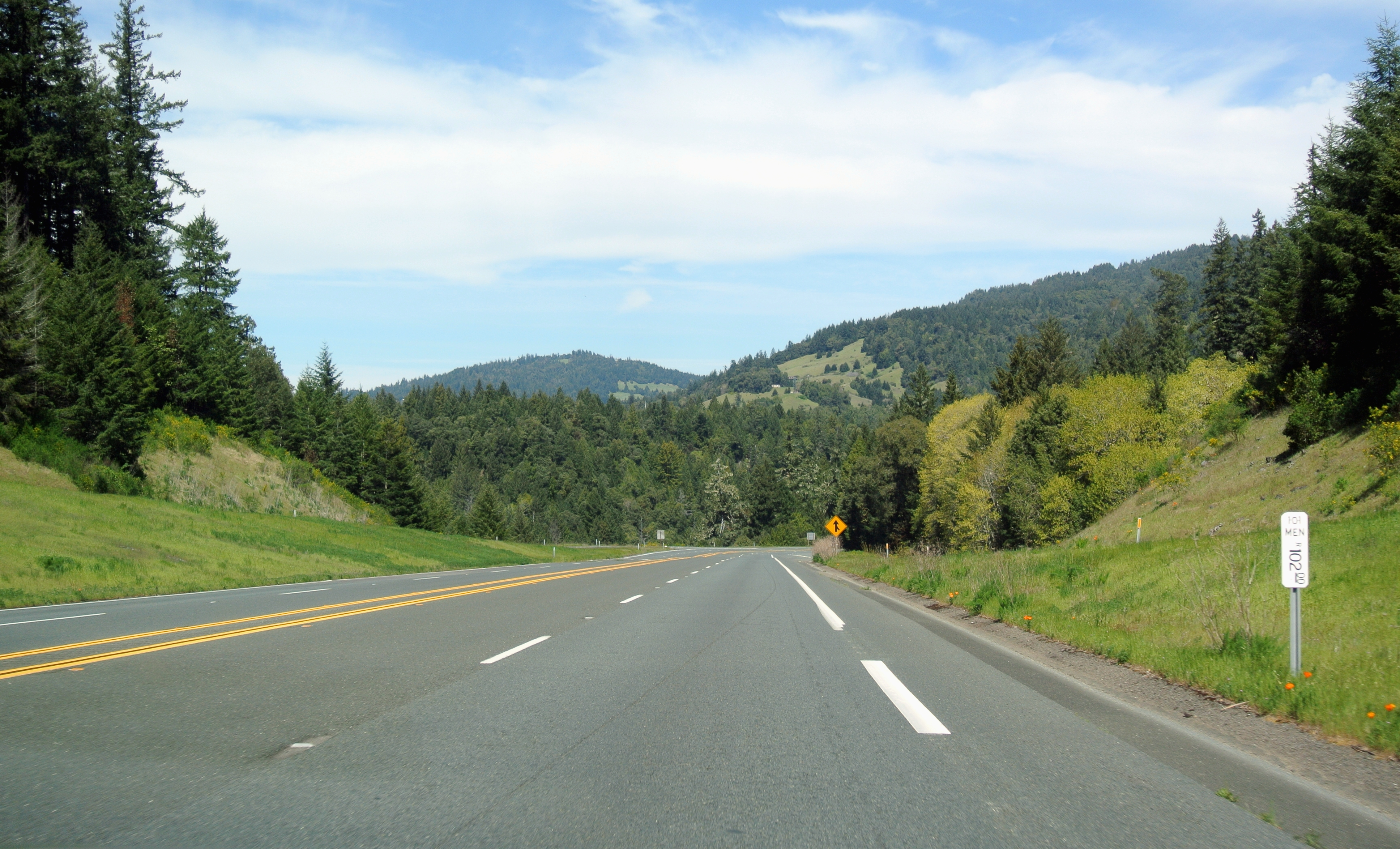
U.S. Route 101 nella contea di Mendocino
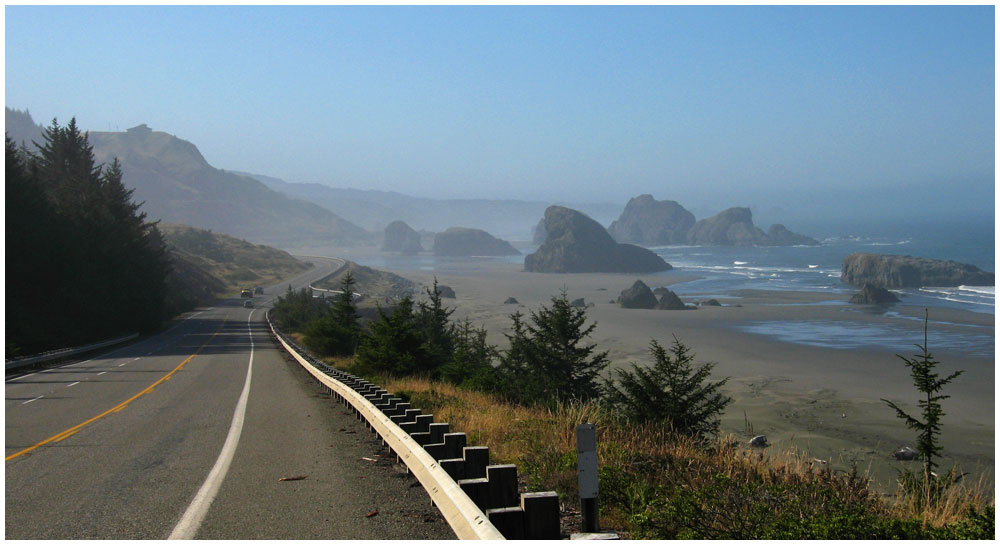
U.S. Route 101 nell'Oregon